# Erik Larholm
Erik Jonas Larholm, född 25 januari 1981, är en svensk handbollstränare. Han är bror till handbollsspelaren Jonas Larholm.

## Tränaruppdrag

### Klubblag
- RP IF (både dam- och herrlaget, 2008–2011)
- Skuru IK (damer, 2011–2013)
- VästeråsIrsta HF (damer, 2013–2015)
- Hammarby IF (herrar, 2018–2019)

### Landslag
- Sverige U18/ Sverige U20 (2013–2018)
- Sydkorea (assisterande, 2023–)

## Meriter
- Årets tränare i elitserien 2011/2012 med Skuru IK